# Marmosa de Bishop
La marmosa de Bishop (Marmosops bishopi) és un petit opòssum arborícola originari del Brasil, el Perú i Bolívia. S'assembla una mica a placentaris com les rates o les musaranyes.